# لي هيلدرث
لي هيلدرث (بالإنجليزية: Lee Hildreth) هو لاعب كرة قدم بريطاني، ولد في 22 نوفمبر 1988 في نانيتون ‏ في المملكة المتحدة. لعب مع كوفنتري سيتي ونادي تاموورث.

## وصلات خارجية
- لي هيلدرث على موقع قاعدة بيانات كرة القدم.إي يو (الإنجليزية)
- لي هيلدرث على موقع Soccerbase.com (لاعب) (الإنجليزية)
- لي هيلدرث على موقع Soccerway.com (الإنجليزية)